# Cimetière de la Sède (Tarbes)
Le cimetière de la Sède est un cimetière communal de la ville de Tarbes dans le département des Hautes-Pyrénées en région Occitanie.

## Histoire et description
Ce cimetière rectangulaire s'étend sur 30 300 m².
Du début du christianisme à 1776 les paroissiens de la Sède furent inhumés dans la cathédrale de-la-Sède, autour ou dans le cloître. Mais par souci de salubrité, Louis XVI signe une ordonnance interdisant les sépultures dans les églises, le 10 septembre 1776, en conformité avec les lettres patentes enregistrées au Parlement, relatives à l'établissement des cimetières loin des habitations, on décide d'utiliser le cimetière de la rue Saint-Martin, dit "des pauvres".
C’est en 1807 qu’est créé le cimetière et est agrandi en 1890.

## Localisation
Le cimetière est situé à Tarbes dans le quartier Sainte-Anne (canton de Tarbes 2). Il comporte deux accès, un au sud sur le boulevard Henri IV et un à l'est rue du cimetière de la Sède.

Sélection de vues diverses
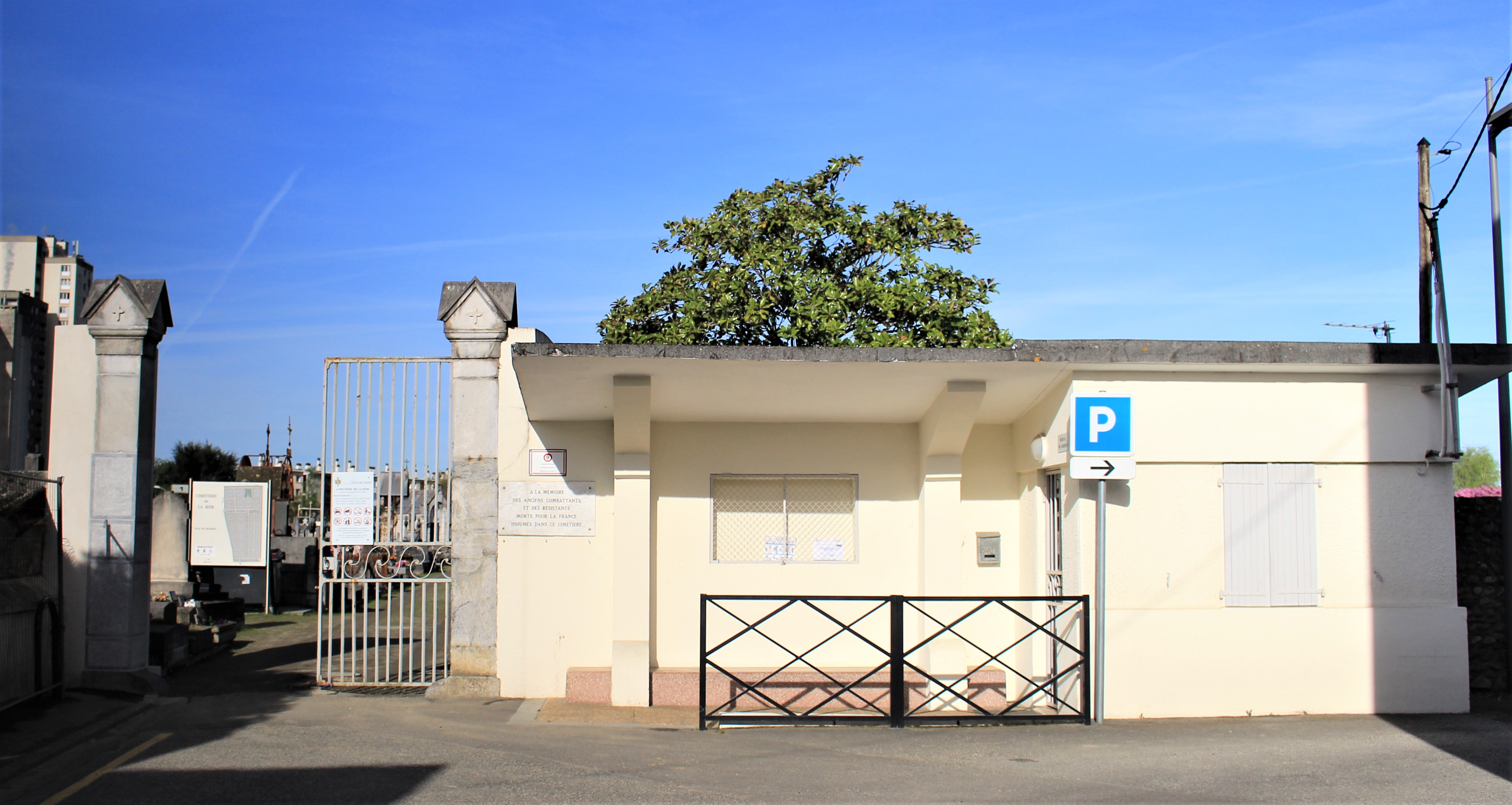
L'entrée est.
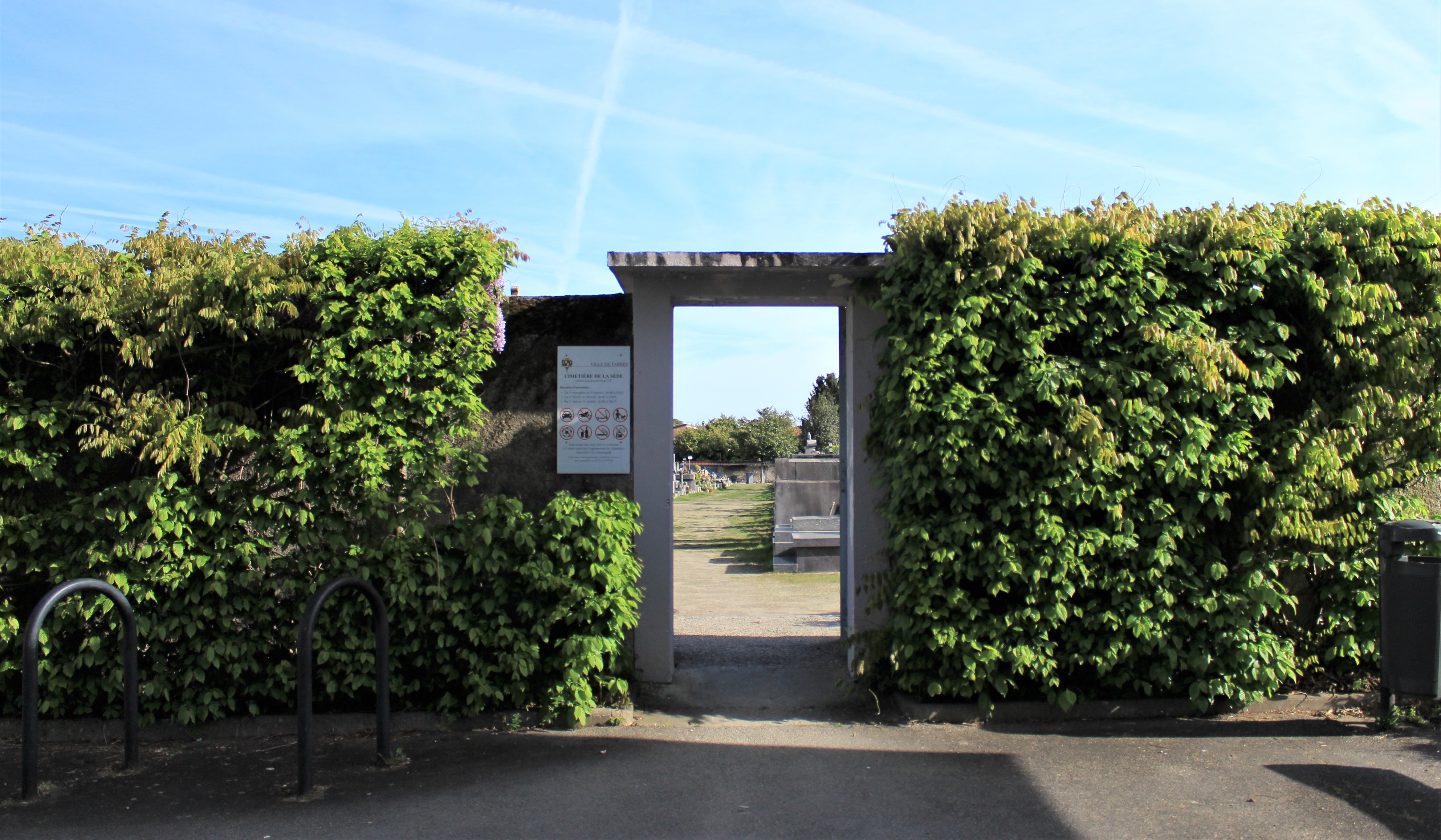
L'entrée sud.
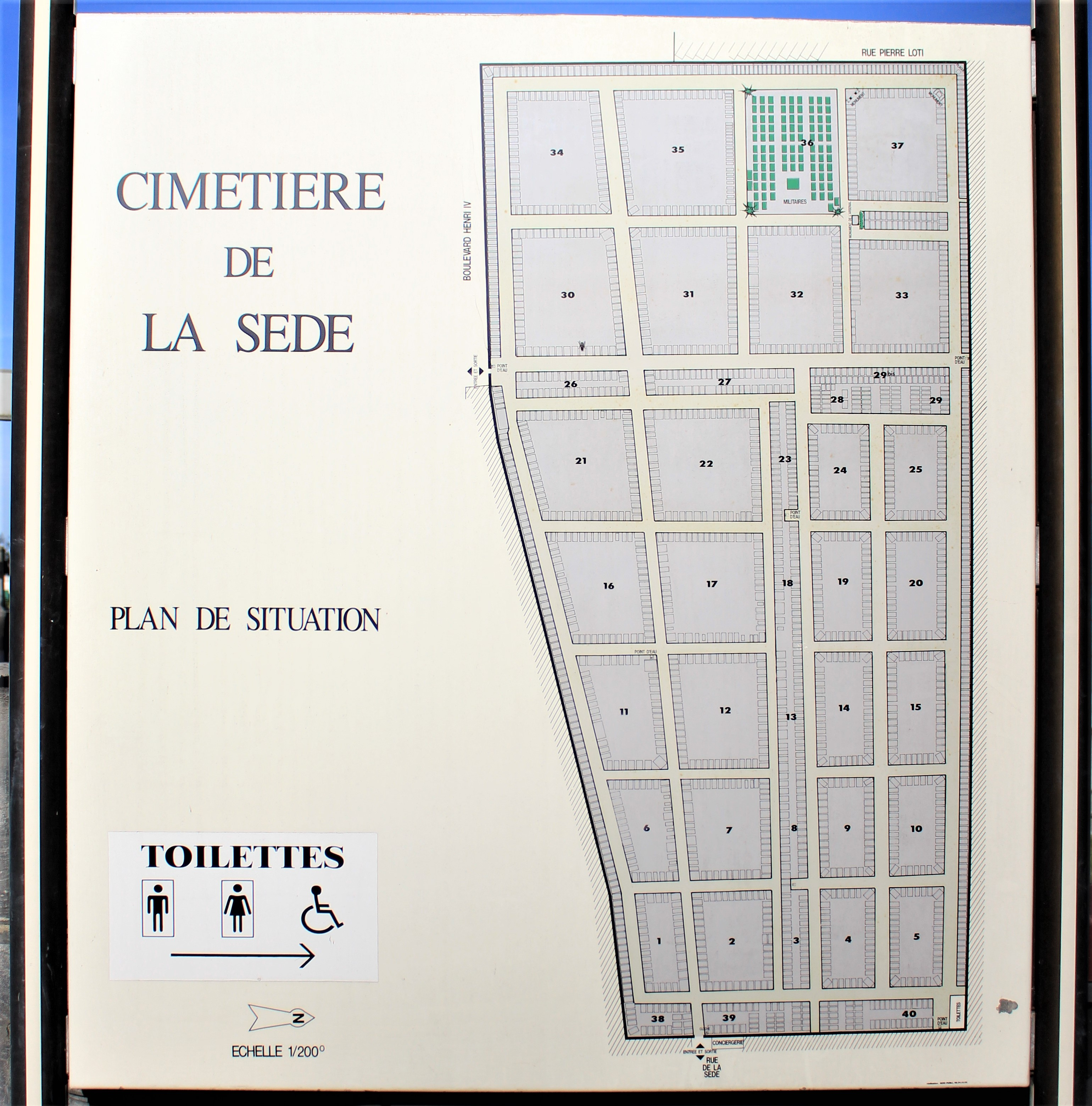
Plan du cimetière.

## Toponymie
Origine du nom : il provient du mot latin (féminin) sedes, prononcé en latin sédess ; le latin ignore les accents caractéristiques du français. Traduction en français : siège, mot masculin. Le mot sedes provient du verbe latin sedeo-sedere qui signifie s'asseoir, être assis, siéger pour un magistrat.

Sélection de vues diverses
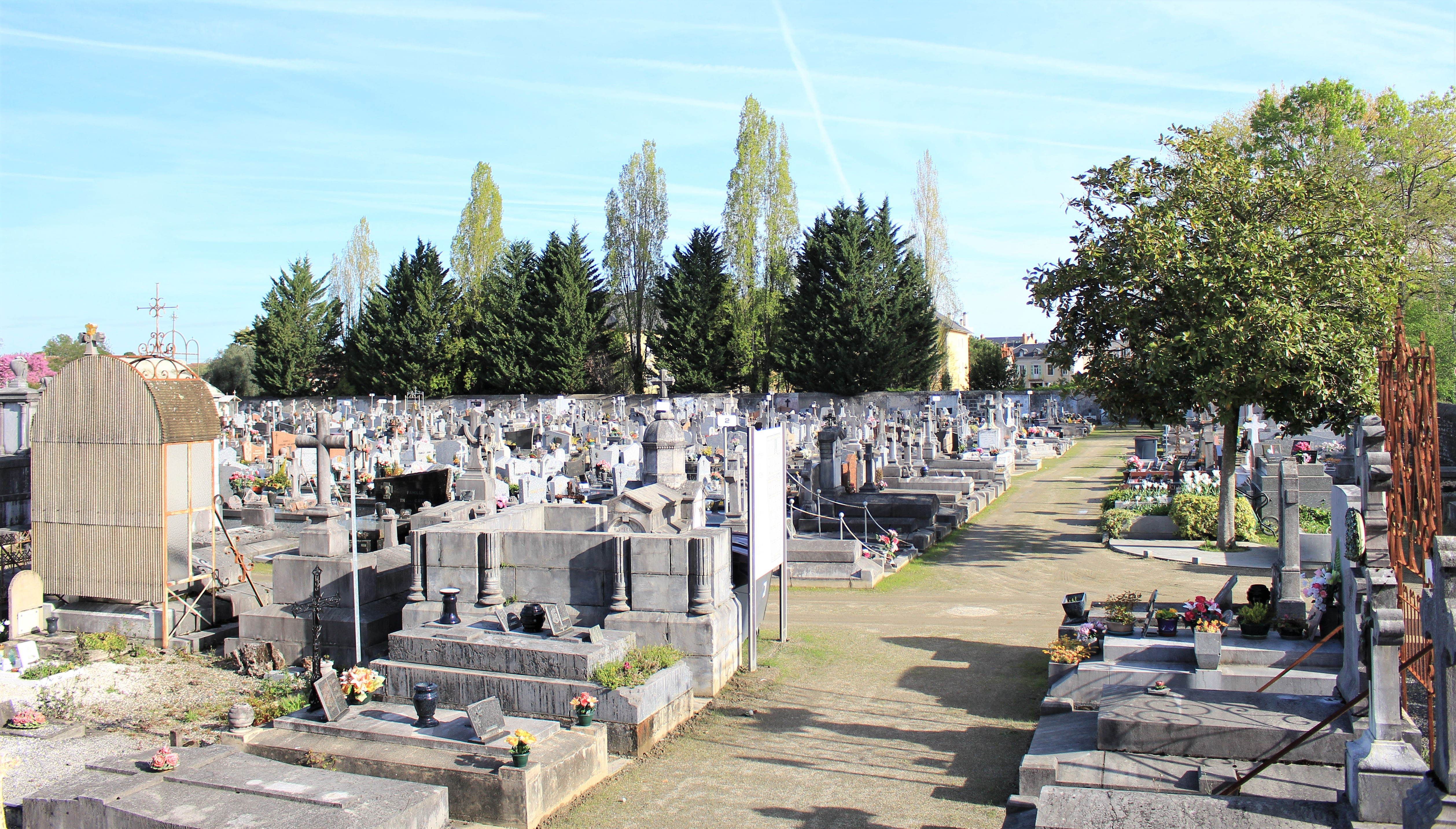
Les allées.
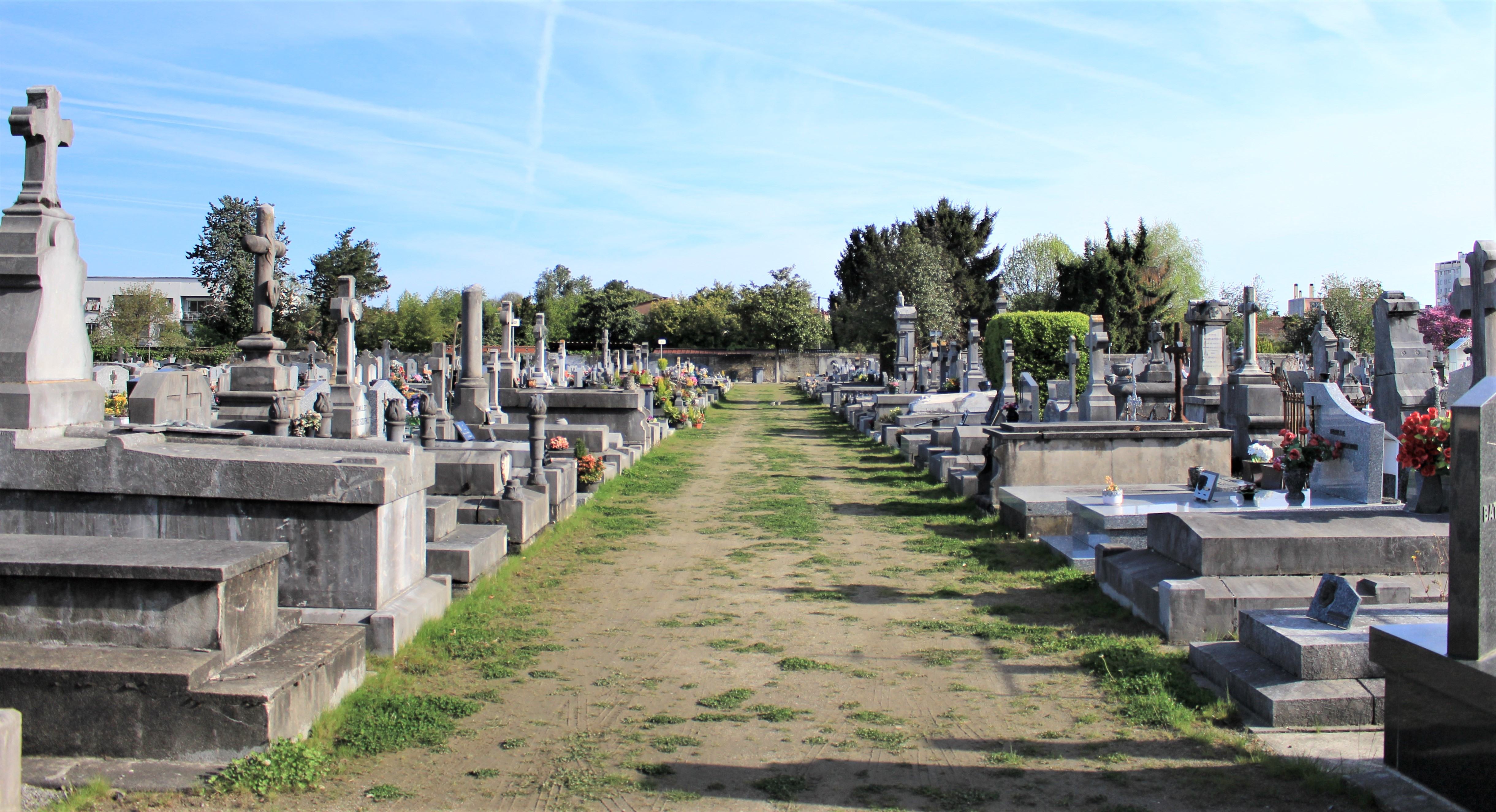
Les allées.
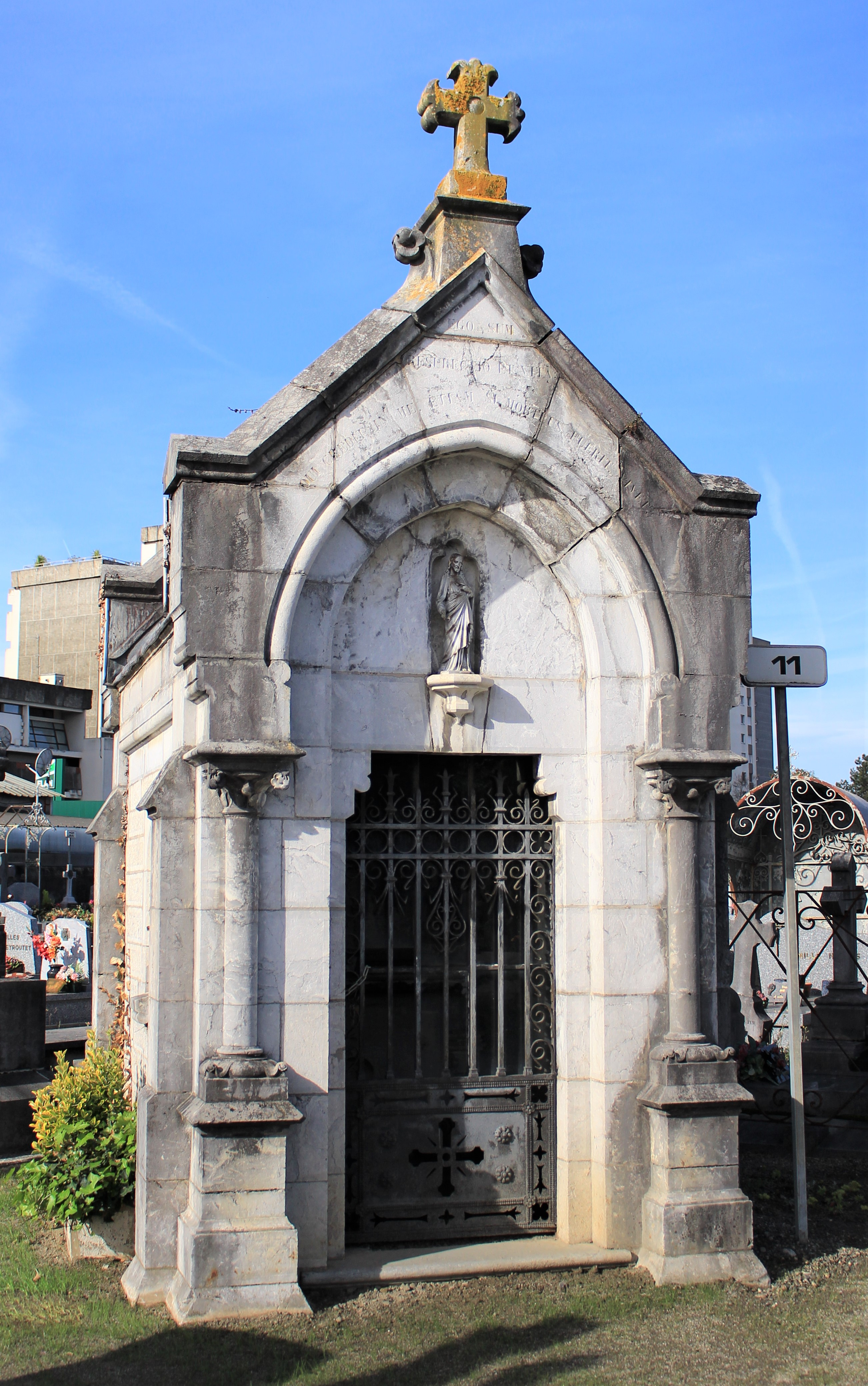
Une chapelle.

## Personnalités inhumées

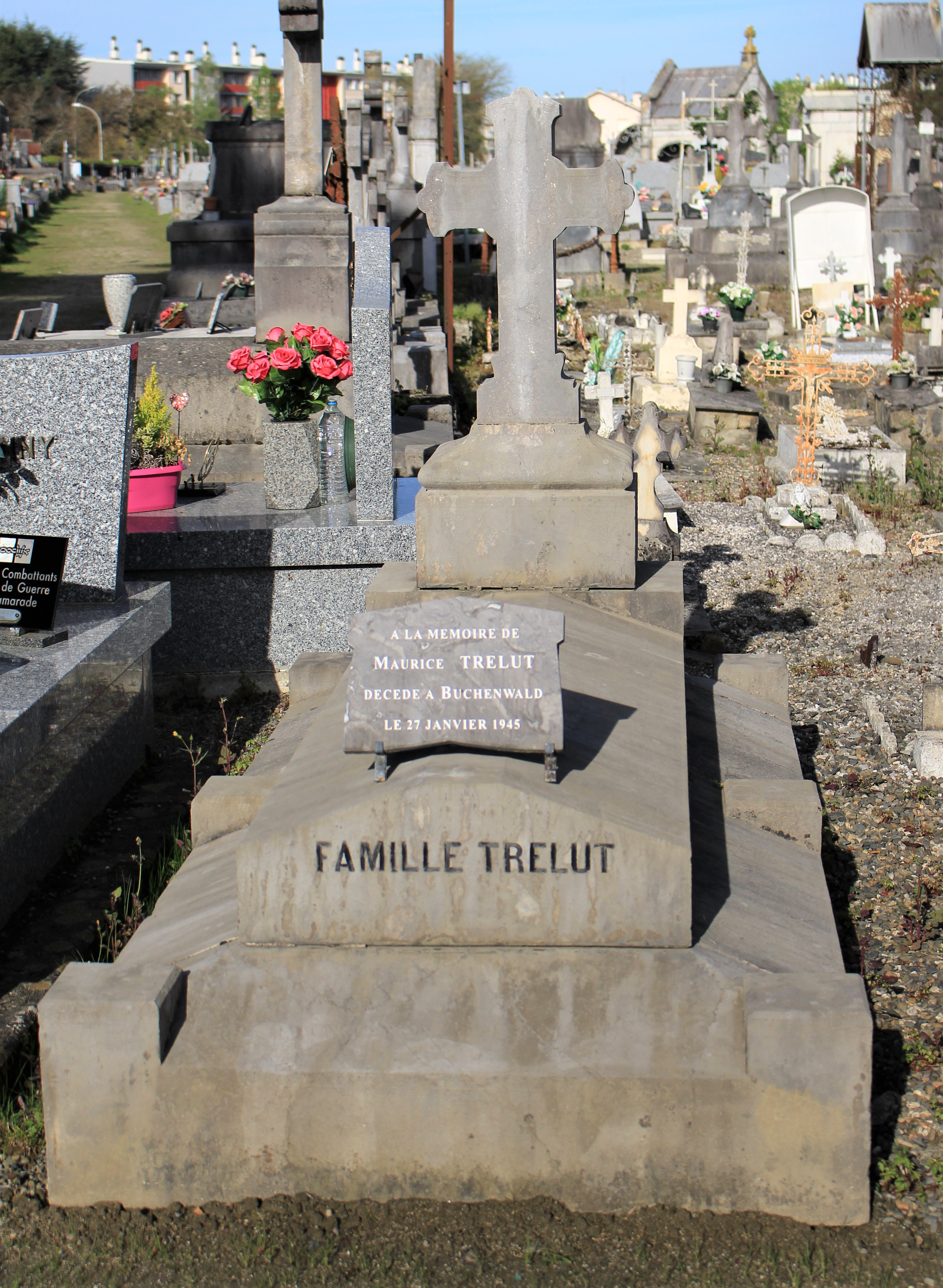
Sépulture de Maurice Trélut

- Charles-Joseph Colomès de Juillan, (1799-1870), ingénieur des ponts et chaussées
- Armand Achille-Fould, (1890-1969), député des Hautes-Pyrénées
- Maurice Trélut, (1881-1945), maire de Tarbes
- Henri Borde, (1888-1958), sculpteur
- Martial Caumont, (1877-1962), sculpteur
- Jean Clément, (1899-1933), joueur de rugby à XV
- Aimé Cassayet-Armagnac, (1893-1927), joueur de rugby à XV
- René Valmy (1920-1977), athlète